# Клиффорд, Коньерс
Сэр Коньерс Клиффорд (1566 — 15 августа 1599) — английский политический деятель и военачальник, лорд-президент Коннахта (1597—1599).

## Жизнь и карьера
Старший сын эсквайра Джорджа Клиффорда из Боббинг-корта в графстве Кент, и его жены Урсулы, дочери Роджера Финча. Он служил в английской армии, посланной под командованием Роберта Деверё, 2-го графа Эссекса, на осаду Руана в 1591 году, будучи тогда капитаном. Он и Джон Уоттон особенно отличились, спасая от врага мертвое тело брата графа, Уолтера Деверё, попавшего в засаду под Руаном. В том же году Клиффорд был посвящен в рыцари. Он представлял округ Пембрук в Английском парламенте, собравшемся 19 февраля 1593 года при поступлении в бакалавриат в 1595 году Кембриджский университет присвоил ему степень магистра.
Получив известие об осаде Кале испанцами, Граф Эссекс поспешил в Дувр; он написал сэру Энтони Ширли (3 апреля 1596 года), что послал Клиффорда узнать, в каком состоянии находится город. Позже в том же году Клиффорд сопровождал экспедицию против Кадиса в качестве сержант-майора войск. Он был одним из офицеров, которые сформировали военный совет. Объявленная стоимость его доли в добыче составляла 3 256 фунтов стерлингов.
Патентом от 4 сентября 1597 года Коньерс Клиффорд был назначен лордом-президентом Коннахта в Ирландии, где командовал сорока всадниками и отрядом лакеев. За несколько месяцев до этого он исполнял обязанности главного комиссара провинции и констебля замка Атлон. Граф Эссекс, получив тысячу человек из Англии, приготовился выступить на север и, чтобы разделить силы Хью Нейла, 2-го графа Тирона, приказал Коньерсу Клиффорду выступить из Коннахта в Ольстер, чтобы устроить диверсию. Войско Клиффорда состояло из полутора тысяч пехотинцев и ста всадников.
В августе 1599 года, при подходе к горам Керлью, близ Бойла, графство Роскоммон, багаж и боеприпасы были остановлены под защитой конницы, в то время как пехота попыталась начать наступление. Ирландцы под командованием Брайана О’Рурка блокировали проход и начали атаку на людей Клиффорда. Последовала битва за перевал Керлью, и англичане, почти исчерпав свои боеприпасы, были охвачены паникой и обратились в бегство. При содействии Хью Роэ О’Доннела люди Брайана О’Рурка решительно разгромили англичан у перевала Керлью. Коньерс Клиффорд был смертельно раненым после того, как его пронзили пикой насквозь. Хью О’Доннелл приказал Брайану О’Рурку отрубить Клиффорду голову и отослать ее осажденным О’Коннорам Слайго в знак того, что английская помощь не придет. Получив голову, они сдались. Тело Клиффорда было почетно похоронено в аббатстве Святой Троицы, Лох-Ки, а его «трагическая смерть… сильно опечалила» ирландских лордов, так как этот человек «никогда не говорил им неправды».
Коньерс Клиффорд оставил сочинение Краткое описание провинции Коннот, как она выглядела в 1597 году.

## Семья
Коньерс Клиффорд женился на Мэри, дочери Фрэнсиса Саутвелла из Уаймондем-холла, графство Норфолк, и вдове Томаса Сиднея из Уайтона и Николаса Горджа. От нее он родил двух сыновей, Генри и Коньерса, и дочь Фрэнсис, которая умерла молодой. Его жена пережила его и вышла замуж за своего четвертого мужа, сэра Энтони Сент-Леджера (ок. 1535—1613), рыцаря, мастера рукописей в Ирландии. Она умерла при родах 19 декабря 1603 года в возрасте тридцати семи лет, оставив после себя сына Энтони и дочь Фрэнсис от Сент-Леджера. Фрэнсис пережила свою мать всего на несколько дней. Мэри была похоронена в Дублинском соборе Святого Патрика.